# Taryn Suttie
Taryn Suttie (* 7. Dezember 1990 in Saskatoon) ist eine kanadische Kugelstoßerin.

## Sportliche Laufbahn
Erste Erfahrungen bei internationalen Wettkämpfen sammelte Taryn Suttie bei den Panamerikanischen-Juniorenmeisterschaften 2009 in Port of Spain, bei denen sie mit 14,09 m den siebten Platz belegte. 2011 nahm sie an der Sommer-Universiade in Shenzhen teil und wurde dort mit 15,30 m Neunte. Im Jahr darauf gewann sie bei den U23-NACAC-Meisterschaften in Irapuato mit 16,22 m die Bronzemedaille. 2015 folgte ein zehnter Platz bei den Panamerikanischen Spielen in Toronto, bei denen sie die Kugel auf 16,80 m stieß. 2016 nahm sie an den Olympischen Spielen in Rio de Janeiro teil und schied dort mit 16,74 m in der Qualifikation aus, wie auch bei den Weltmeisterschaften in London im darauffolgenden Jahr, bei denen 16,47 m nicht für einen Finaleinzug reichten. 2018 nahm sie erstmals an den Commonwealth Games im australischen Gold Coast teil und belegte dort mit 16,92 m den achten Platz.
2015 wurde Suttie Kanadische Meisterin im Kugelstoßen. Sie absolvierte ein Studium der Sportwissenschaften an der University of Saskatchewan.

## Persönliche Bestleistungen
- Kugelstoßen: 17,88 m, 9. April 2016 in Tempe
  - Kugelstoßen (Halle): 17,66 m, 12. Februar 2016 in Findlay